# Eschwege
Eschwege – miasto powiatowe w Niemczech, w kraju związkowym Hesja, w rejencji Kassel, siedziba powiatu Werra-Meißner.
W mieście rozwinął się przemysł maszynowy, włókienniczy, spożywczy oraz chemiczny.

## Współpraca
Miejscowości partnerskie:
- Mühlhausen/Thüringen, Turyngia
- Regen, Bawaria
- Saint-Mandé, Francja